# Gorodiec
Gorodiec (Городе́ц, pol. Grodziec) – miasto w Rosji, w obwodzie niżnonowogrodzkim. W 2010 roku liczyło 30 658 mieszkańców. Siedziba prawosławnej eparchii gorodieckiej. Ok. 1220 r. urodził się tu Aleksander Newski.